# Ichneumon hippisleyae
Ichneumon hippisleyae là một loài tò vò trong họ Ichneumonidae.